# Fläskpannkaka
Le fläskpannkaka est une crêpe suédoise préparée au four à partir d'œufs, de lait, de farine, de sel et contenant des morceaux de porc en tranches. Les ingrédients sont placés dans une poêle et cuits au four. Le plat est généralement servi avec des airelles. Certaines variantes de ce mets contiennent de l'oignon, des pommes, des myrtilles ou de l'ail.